# Tyrell Malacia
Tyrell Malacia, né le 17 août 1999 à Rotterdam aux Pays-Bas, est un footballeur international néerlandais qui évolue au poste d'arrière gauche à Manchester United.

## Biographie

### Feyenoord Rotterdam

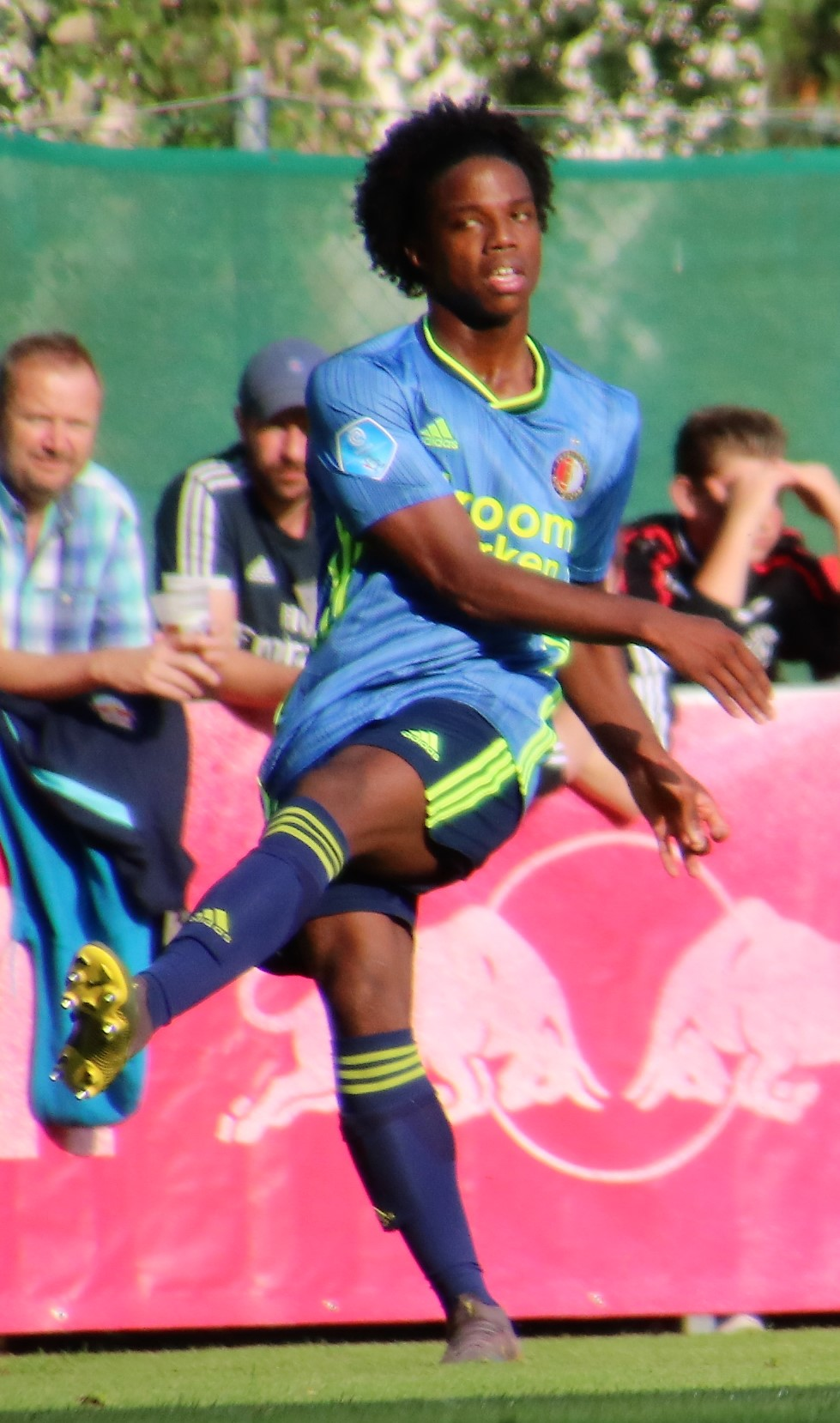
Tyrell Malacia en juillet 2019 lors des matchs de présaison.

Pur produit du centre de formation du Feyenoord Rotterdam, il signe son premier contrat professionnel le 2 décembre 2015. Tyrell Malacia est lancé dans le grand bain du monde professionnel lors d'un match de Ligue des champions contre le SSC Naples, le 6 décembre 2017. Ce jour-là, il est titulaire au poste d'arrière gauche, joue l'intégralité du match et le Feyenoord réussi à battre Naples par deux buts à un. Le 13 décembre 2017, il fait ses débuts en Eredivisie lors d'un match nul (1-1) face au SC Heerenveen. Pour sa première saison avec les pros, il joue en tout 14 matchs toutes compétitions confondues, dont 11 en championnat.
Le 4 avril 2018 il prolonge son contrat avec son club formateur jusqu'en 2023. C'est encore contre le SC Heerenveen que Malacia marque son premier but en championnat, le 26 août 2018, lors d'un match remporté par son équipe (3-5).
Sous les ordres de Dick Advocaat, Malacia s'impose petit à petit, et devient titulaire au Feyenoord sur le côté gauche de la défense lors de la saison 2020-2021. Ses prestations poussent son concurrent au poste et ancien titulaire, Ridgeciano Haps lors de l'été 2021, le club comptant davantage sur Malacia.

### Manchester United
Le 5 juillet 2022, Malacia signe à Manchester United jusqu'en 2026 plus une année en options contre une indemnité de 15 M€.
Malacia joue son premier match sous ses nouvelles couleurs le 7 août 2022, lors de la première journée de la saison 2022-2023 de Premier League contre Brighton & Hove Albion. Il entre en jeu en fin de match et son équipe s'incline (1-2 score final). Le 4 février 2025, Malacia est prêté au PSV Eindhoven pour la fin de saison 2024-2025.

### En sélection
Tyrell Malacia est sélectionné au sein des différentes équipe de jeunes des Pays-Bas, des moins de 16 ans jusqu'aux espoirs.
Avec les moins de 17 ans, il participe au championnat d'Europe des moins de 17 ans en 2016. Lors de cette compétition, il joue quatre matchs. Les Pays-Bas s'inclinent en demi-finale face au Portugal.
Avec les moins de 20 ans, Malacia joue trois matchs dont deux comme titulaire en 2018.
Le 12 octobre 2018, il figure pour la première fois sur le banc des remplaçants des espoirs, lors d'une rencontre face à la Lettonie rentrant dans le cadre des éliminatoires de l'Euro espoirs 2019. Avec les espoirs il participe au championnat d'Europe espoirs en 2021. Il joue trois matchs lors de cette compétition et son équipe atteint les demi-finales, éliminée par l'Allemagne le 3 juin (1-2 score final).
En août 2021, Tyrell Malacia est convoqué pour la première fois avec l'équipe nationale des Pays-Bas par le sélectionneur Louis van Gaal. Malacia honore sa première sélection lors de ce rassemblement, le 4 septembre 2021 face au Monténégro. Il est titularisé et délivre une passe décisive pour Cody Gakpo, participant ainsi à la victoire de son équipe par quatre buts à zéro,.
Le 11 novembre 2022, il est sélectionné par Louis van Gaal pour participer à la Coupe du monde 2022.

## Statistiques

### En club
| Saison                | Club                  | Championnat           | Championnat | Championnat | Coupe(s) nationale(s) | Coupe(s) nationale(s) | Compétition(s) continentale(s) | Compétition(s) continentale(s) | Compétition(s) continentale(s) | Total | Total |
| Saison                | Club                  | Division              | M.          | B.          | M.                    | B.                    | Comp.                          | M.                             | B.                             | M.    | B.    |
| 2017-2018             | Feyenoord Rotterdam   | Eredivisie            | 11          | 0           | 2                     | 0                     | C1                             | 1                              | 0                              | 14    | 0     |
| 2018-2019             | Feyenoord Rotterdam   | Eredivisie            | 17          | 3           | 1                     | 0                     | C3                             | 1                              | 0                              | 19    | 3     |
| 2019-2020             | Feyenoord Rotterdam   | Eredivisie            | 12          | 0           | 4                     | 0                     | C3                             | 4                              | 0                              | 20    | 0     |
| 2020-2021             | Feyenoord Rotterdam   | Eredivisie            | 28          | 0           | 2                     | 0                     | C3                             | 3                              | 0                              | 33    | 0     |
| 2021-2022             | Feyenoord Rotterdam   | Eredivisie            | 32          | 1           | 1                     | 0                     | C4                             | 17                             | 0                              | 50    | 1     |
| Sous-total            | Sous-total            | Sous-total            | 100         | 4           | 10                    | 0                     | -                              | 26                             | 0                              | 136   | 4     |
| 2022-2023             | Manchester United     | Premier League        | 22          | 0           | 8                     | 0                     | C3                             | 9                              | 0                              | 39    | 0     |
| 2023-2024             | Manchester United     | Premier League        | -           | -           | -                     | -                     | C1                             | -                              | -                              | 0     | 0     |
| 2024-2025             | Manchester United     | Premier League        | 3           | 0           | 1                     | 0                     | C3                             | 4                              | 0                              | 8     | 0     |
| Sous-total            | Sous-total            | Sous-total            | 25          | 0           | 9                     | 0                     | -                              | 13                             | 0                              | 47    | 0     |
| 2024-2025             | PSV Eindhoven (prêt)  | Eredivisie            | 8           | 0           | 1                     | 0                     | C1                             | 3                              | 0                              | 12    | 0     |
| Total sur la carrière | Total sur la carrière | Total sur la carrière | 133         | 4           | 20                    | 0                     | -                              | 42                             | 0                              | 195   | 4     |

### En sélection
| Années                | Sélection             | Phases finales         | Phases finales | Phases finales | Phases finales | Éliminatoires | Éliminatoires | Éliminatoires | Éliminatoires | Amicaux | Amicaux | Amicaux | Autres compétitions | Autres compétitions | Autres compétitions | Autres compétitions | Total | Total | Total |
| Années                | Sélection             | Comp.                  | M.             | B.             | P.d.           | Comp.         | M.            | B.            | P.d.          | M.      | B.      | P.d.    | Comp.               | M.                  | B.                  | P.d.                | M.    | B.    | P.d.  |
| --------------------- | --------------------- | ---------------------- | -------------- | -------------- | -------------- | ------------- | ------------- | ------------- | ------------- | ------- | ------- | ------- | ------------------- | ------------------- | ------------------- | ------------------- | ----- | ----- | ----- |
| 2021                  | Pays-Bas              | -                      | -              | -              | -              | CdM 2022      | 1             | 0             | 1             | -       | -       | -       | -                   | -                   | -                   | -                   | 1     | 0     | 1     |
| 2022                  | Pays-Bas              | Coupe du monde 2022    | 0              | 0              | 0              | -             | -             | -             | -             | 2       | 0       | 0       | LdN                 | 3                   | 0                   | 1                   | 5     | 0     | 1     |
| 2023                  | Pays-Bas              | Ligue des nations 2023 | 1              | 0              | 0              | Euro 2024     | 2             | 0             | 0             | -       | -       | -       | -                   | -                   | -                   | -                   | 3     | 0     | 0     |
| 2024                  | Pays-Bas              | Euro 2024              | -              | -              | -              | Euro 2024     | -             | -             | -             | -       | -       | -       | -                   | -                   | -                   | -                   | 0     | 0     | 0     |
| Total sur la carrière | Total sur la carrière | Total sur la carrière  | 1              | 0              | 0              | -             | 3             | 0             | 1             | 2       | 0       | 1       | -                   | 3                   | 0                   | 1                   | 9     | 0     | 2     |

Le tableau suivant liste les rencontres de l'équipe des Pays-Bas dans lesquelles Tyrell Malacia a été sélectionné depuis le 4 septembre 2021 jusqu'à présent :

## Palmarès

### En club
| Feyenoord Rotterdam (2) | Manchester United (1) |
| --- | --- |
| - Coupe des Pays-Bas (1) : - Vainqueur en 2018 - Supercoupe des Pays-Bas (1) : - Vainqueur en 2018 - Ligue Europa Conférence (0) : - Finaliste en 2022 | - Coupe d'Angleterre (0) : - Finaliste en 2023 - Coupe de la Ligue (1) : - Vainqueur en 2023 - Ligue Europa (0) : - Finaliste en 2025 |